# Myosorex
Myosorex és un gènere de musaranyes de la família dels sorícids. Les espècies d'aquest grup viuen a l'Àfrica subsahariana.

## Taxonomia
- Musaranya ratolí de Babault (M. babaulti)
- Musaranya ratolí centreafricana (M. blarina)
- M. bururiensis
- Musaranya ratolí cafre (M. cafer)
- Musaranya ratolí d'Eisentraut (M. eisentrauti)
- Musaranya ratolí de Tanzània (M. geata)
- M. gnoskei
- M. jejei
- M. kabogoensis
- M. kihaulei
- Musaranya ratolí cuallarga (M. longicaudatus)
- M. meesteri
- M. okuensis
- M. rumpii
- M. schalleri
- Musaranya de Sclater (M. sclateri)
- M. tenuis
- Musaranya ratolí sud-africana (M. varius)
- M. zinki